# Cristina Losada
Cristina Losada Fernández (Vigo, 1954) es una periodista y escritora española. En 2016 fue candidata por Ciudadanos en las elecciones autonómicas de ese año.

## Biografía
Tras estudiar el bachillerato en Vigo, se licenció en Ciencias Políticas y Sociología en la Universidad Complutense de Madrid. Durante su etapa universitaria, entre 1972 y 1977, militó en la Liga Comunista Revolucionaria.  Después se fue alejando de los postulados de la izquierda política, atravesó una crisis personal y se marchó de España, para volver definitivamente siete años después.

## Carrera profesional
Ha sido documentalista y redactora del periódico Pueblo; traductora y editora de la agencia Colpisa; y colaboradora de radio y televisión en esRadio, COPE, Onda Cero y TVG. Actualmente es columnista del periódico en línea Libertad Digital y coautora del pódcast El Búho. Ideológicamente se posiciona como crítica con los nacionalismos en España, con la «imposición» de los idiomas cooficiales de España en las comunidades autónomas de Cataluña y Galicia y con los postulados de la Izquierda verde.
Además, entre 2007 y 2016 fue miembro del consejo de administración de Telemadrid a propuesta del Partido Popular  y ha presidido la asociación Vigueses pola Liberdade.

## Incursión en la política
El 13 de agosto de 2016, el partido político español Ciudadanos, a través de su secretario general, José Manuel Villegas, y el secretario de organización, Fran Hervías, presentó a Losada como candidata por su partido a la presidencia de la Junta de Galicia para las elecciones de 2016. Ninguno de los otros dos aspirantes había logrado reunir los avales suficientes para abrir un proceso de primarias. Durante la campaña electoral participó en un debate entre cinco candidatos emitido por TVG. Finalmente, Ciudadanos Galicia obtuvo 48 553 votos, un exiguo 3,38%. Ante esos resultados, que la dejaban sin representación parlamentaria, regresó al periodismo, tal como había insinuado en diversas entrevistas previas.

## Obras
- Morfina roja, Libros libres 2008.[15]
- Un sombrero cargado de nieve, Stella Marid 2016.[16]

### Colectivas
- Por qué dejé de ser de izquierdas, Ciudadela Libros 2008.[17]